# Asylbarn - Jamila, Gid jeg kunne flyve
Asylbarn - Jamila, Gid jeg kunne flyve er en kortfilm instrueret af Jannik Hastrup, der har skrevet manuskript sammen med Trine Breum.

## Handling
Jamila er født på et dansk asylcenter for 8 år siden. Hendes forældre kom fra Irak for 10 år siden. Jamila har haft mange venner og veninder. De fleste er dog kun på centret i kort tid. Lige nu er Cecilie hendes bedste veninde. De flirter med drengene og lærer at danse mavedans i klubben. Men Cecilie og hendes familie har fået afslag på asyl og skal forlade centret og dermed Jamila. Hvem bliver Jamilas næste veninde?